# Trevor Something
Clayton Davis Bullard, más conocido por su nombre artístico Trevor Something, es un músico estadounidense de synthwave. Crea tanto música original como remezclas a través del sampling e interpolaciones de música de otros artistas.
En un artículo de The Wall Street Journal publicado en 2020, fue destacado junto a Kavinsky y Gunship al impulsar la audiencia nicho del synthwave a lo mainstream, esto relacionado al éxito desmesurado del sencillo «Blinding Lights» de The Weeknd.

## Carrera
El primer sencillo de Trevor Something, «All Night», fue lanzado el 11 de septiembre de 2013. Su primer LP, titulado Synthetic Love LP, fue lanzado el 28 de enero de 2014 y fue seguido por el álbum de remezclas Trevor Something Does Not Exist y Lost Memories EP. Su segundo LP Death Dream fue publicado en 2015, y Soulless Computer Boy and the Eternal Render en 2016. Su siguiente proyecto, titulado Die With You, fue lanzado el 19 de mayo de 2017, y utiliza la ilustración de 2005 "The Last Embrace" de la artista Laurie Lipton como su portada.

## Discografía
| Álbumes de estudio - 2014: Synthetic Love - 2015: Death Dream - 2016: Soulless Computer Boy and the Eternal Render - 2017: Die With You - 2018: Ultraparanoia - 2019: Bots Don't Cry - 2020: Microwaves - 2020: Deep Wave Data Dark Web Daemons - 2021: Love Me and Leave Me - 2022: The Death Of - 2024: Archetypes | Mixtape - 2014: Trevor Something Does Not Exist EPs - 2014: Does Not Exist EP - 2014: Distorted Reality - 2014: Lost Memories - 2018: Lost Love - 2019: Escape - 2022: My Soul Burns As My Consciousness Is Uploaded Into The Virtual Afterlife - 2022: Bury Me in My Loneliness - 2022: Flying With The Angels - 2023: Letting Out My Demons |

### Otros proyectos
| Clay Bullet - 2013: Music For The Deaf / Dreaming Under The Influence Cashous Clay - 2013: Uncleared Instrumentals 2 - 2014: Uncleared Instrumentals 3 Paranoid Pavement - 2014: 何故 H O W L O N G I S F O R E V E R 万年 In Your Brain LLC - 2015: トレバー何か - T E C H N O P H O B I A テクノフォビア - 2019: Cry Baby | Hibachi Kid - 2015: Enter the Sushi - 2017: Dream Forever - 2020: Radiation Mutation Staring at Screens - 2016: Staring At Screens - 2017: Fantasy Hotline - 2020: Room - 2023: Alien Technology sweat shop lsd - 2016: Dead Soul Collage |